# Yvonne Bovard
Pour les articles homonymes, voir Bovard.
Yvonne Bovard (née à Genève en 1902 et morte en 1984) est une violoniste suisse, membre du parti communiste suisse. Partie s'installer en URSS en 1936, elle est arrêtée en 1940 et envoyée au Goulag jusqu'en 1948,,,,,. En 1998, le réalisateur Daniel Kunzi réalise un film documentaire retraçant les événements de sa vie, intitulé Déportée en Sibérie.

## Biographie
Yvonne Bovard Bovard étudie le violon au Conservatoire de Genève où elle obtient son diplôme en 1920. Elle remporte le second prix dans la classe de violon supérieur. 
Ayant adhéré au parti communiste suisse, elle émigre en URSS le 8 mars 1936.
En 1932 elle épouse un polonais, Mark Schalks. Ce dernier part pour Moscou en 1933, à la suite de la fusillade du 9 novembre 1932, et le 8 mars 1936, elle part le rejoindre. Elle est employée au service français de radio Moscou et apprécie l'absence de hiérarchie et les possibilités offertes par le système des crèches ainsi que l'accès aux soins médicaux.
Marc Schalks est arrêté en 1940, à la suite de l'invasion de la Pologne par l'Armée rouge en 1939, et meurt dans le camp de Dalstroj. Yvonne Bovard est arrêtée le 27 novembre 1940 et est condamnée après un procès sommaire le 7 avril 1940 à 8 ans de travaux forcés dans un goulag. 
Elle est envoyée près de la station de Laïa dans un camp de femmes travaillant le bois. En 1948 quand elle est libérée elle n'obtient toutefois pas l'autorisation de rentrer en Suisse et reste à Ienisseïsk, sans trouver d'emploi pendant longtemps. En 1952 elle déménage à Podtesowo et travaille comme ambulancière. En 1953 à la mort de Staline, les conditions en URSS s'assouplissent et elle peut enfin regagner la Suisse. Elle trouve un emploi de bibliothécaire à la faculté de lettres de l'Université de Genève. Elle n'aborde pas le sujet de sa détention, ni avec les journalistes ni auprès de la police du Ministère public de la Confédération. Elle meurt en 1984, et la Russie la réhabilite en 1997.

## Hommage et postérité
En 2019 à Genève l'association l'Escouade dans le cadre du projet 100elles renomme temporairement une rue à son nom,,,.